# فيدرو بوليي (بوسانسكي بتروفاتس)
فيدرو بوليي (بالبوسنوية: Vedro Polje)‏ هي قرية في البوسنة والهرسك. وهي تقع على أراضي بلدية بوسانسكي بتروفاتس التابعة لكانتون يونا-سانا في اتحاد البوسنة والهرسك. طبقا لنتائج تعداد البوسنة عام 2013 فقد كان عدد سكانها 26 نسمة.

## التركيبة السكانية

### التطور التاريخي من السكان
| 1961 | 1971 | 1981 | 1991 | 2013 |
| ---- | ---- | ---- | ---- | ---- |
| 283  | 189  | 129  | 113  | 26   |

### توزيع السكان حسب الجنسية (1991)
في عام 1991 كان جميع سكان القرية من الصرب.